# Limnophora vanemdeni
Limnophora vanemdeni este o specie de muște din genul Limnophora, familia Muscidae, descrisă de John Otterbein Snyder în anul 1953.
Este endemică în Liberia. Conform Catalogue of Life specia Limnophora vanemdeni nu are subspecii cunoscute.